# Lobby (hal)
Een lobby is een welkomsthal van een groot gebouw, zoals  een hotel, theater of kantoor. Vaak werken er mensen die informatie kunnen geven over dat gebouw. De lobby is soms ingericht met luxe meubels. In deze hal worden soms recepties gehouden.